# Kaczynos
Kaczynos (Duits: Katznase) is een plaats in het Poolse district  Malborski, woiwodschap Pommeren. De plaats maakt deel uit van de gemeente Stare Pole en telt 387 inwoners.